# (37254) 2000 WO188
2000 WO188 (asteroide 37254) é um asteroide da cintura principal. Possui uma excentricidade de 0.02762830 e uma inclinação de 8.19759º.
Este asteroide foi descoberto no dia 18 de novembro de 2000 por LONEOS em Anderson Mesa.